# Mario Verdial
Mario Verdial Alsina (San Pedro Sula, 2 de mayo de 1962-Villanueva, Cortés, 5 de febrero de 2015) fue un empresario hondureño que, desde 2001 copresidía el club de fútbol Real C.D. España, así como, también fue vicepresidente de la Federación Nacional Autónoma de Fútbol de Honduras. En el mundo empresarial, fue miembro de la Federación Nacional de Agricultores y Ganaderos de Honduras y de la Cámara de Comercio en Industrias de Cortés. 
Realizó sus estudios en el Instituto La Salle de San Pedro Sula y se licenció en Administración de empresas. En 1985, se inició en el mundo del sector avícola y porcino. Su carrera de éxito le llevó a ser uno de los exportadores más importantes de Centroamérica. 
El 5 de febrero de 2015 Verdial, junto a uno de sus guardaespaldas y un taxista, fueros asesinados por un desconocido cuando circulaban con su coche en Villanueva, Cortés.